# Trigonopeplus
Trigonopeplus is een kevergeslacht uit de familie van de boktorren (Cerambycidae). De wetenschappelijke naam van het geslacht werd voor het eerst geldig gepubliceerd in 1855 door White.

## Soorten
Trigonopeplus omvat de volgende soorten:
- Trigonopeplus abdominalis White, 1855
- Trigonopeplus binominis Chevrolat, 1861
- Trigonopeplus bispecularis White, 1855
- Trigonopeplus paterculus Lacordaire, 1872